# Brazilski nogometni savez
Brazilski nogometni savez (por.Confederação Brasileira de Futebol ili kraće CBF) je glavno nogometno tijelo u Brazilu. Osnovano je 20. kolovoza 1914. godine kao Brazilska sportska Konfederacija (Confederação Brasileira de Desportos). Prvi predsjednik je bio Álvaro Zamith. Konfederacija organizira brazilska nacionalna natjecanja kao što su brazilsko prvenstvo (tri lige) i nogometni kup Brazila ( Copa do Brasil ). Nogometne federacije svih brazilskih država su podređene Konfederaciji, kao i muška i ženska reprezentacija Brazila. Sjedište saveza je u Rio de Janeiru

## Vanjske poveznice
- Službene stranice (port.)